# Masters d'Irlande de snooker seniors 2022
Le Masters d'Irlande seniors 2022 est un tournoi de snooker comptant pour la tournée mondiale seniors. L'épreuve devait initialement se tenir les 27 et 28 mars 2020 au stade de Goffs à Kill, en Irlande. À cause du coronavirus, elle a dans un premier temps été reportée pour avoir lieu aux mêmes jours de l'année 2021, puis de l'année 2022. Parrainée par la société ROKiT Phones, l'événement compte 8 participants dans le tableau final, parmi les légendes du snooker. Le vainqueur remporte une récompense de 7 500 €.
Le tenant du titre est Jimmy White. Il s'était imposé contre Rodney Goggins en finale l'an passé.

## Dotation
La répartition des prix est la suivante :
- Vainqueur : 7 500 €
- Finaliste : 2 500 €
- Demi-finalistes : 1 000 €
- Meilleur break : 500 €

## Qualifications
Ces rencontres se sont tenues du 6 au 8 décembre 2019 au club de snooker Scotties de Liverpool en Angleterre. Les matchs ont été disputés au meilleur des cinq manches, puis au meilleur des sept manches à partir des demi-finales. Les 69 joueurs se sont affrontés pour obtenir une place qualificative pour le tournoi à Kill. C'est l'irlandais Michael Judge qui s'est imposé et a donc intégré le tableau final.

### Quarts de finale
- Rodney Goggins 2-3  Aaron Canavan
- Rory McLeod 3-2  Leo Fernandez
- Patrick Wallace 1-3  Gary Thompson
- Johnathan Bagley 0-3  Michael Judge

### Demi-finales
- Aaron Canavan 1-4  Rory McLeod
- Gary Thompson 3-4  Michael Judge

### Finale
- Rory McLeod 1-4  Michael Judge

## Tableau
Le tableau final a été confirmé le 12 décembre 2019 par le sponsor ROKiT Phones :
|  | Quarts de finale au meilleur des 5 manches | Quarts de finale au meilleur des 5 manches | Quarts de finale au meilleur des 5 manches |  |  | Demi-finales au meilleur des 5 manches | Demi-finales au meilleur des 5 manches | Demi-finales au meilleur des 5 manches |  |  | Finale au meilleur des 7 manches | Finale au meilleur des 7 manches | Finale au meilleur des 7 manches |
|  |                                            |                                            |                                            |  |  |                                        |                                        |                                        |  |  |                                  |                                  |                                  |
|  |                                            | Jimmy White                                |                                            |  |  |                                        |                                        |                                        |  |  |                                  |                                  |                                  |
|  |                                            | Tony Drago                                 |                                            |  |  |                                        |                                        |                                        |  |  |                                  |                                  |                                  |
|  |                                            |                                            |                                            |  |  |                                        |                                        |                                        |  |  |                                  |                                  |                                  |
|  |                                            |                                            |                                            |  |  |                                        |                                        |                                        |  |  |                                  |                                  |                                  |
|  |                                            |                                            |                                            |  |  |                                        |                                        |                                        |  |  |                                  |                                  |                                  |
|  |                                            | John Parrott                               |                                            |  |  |                                        |                                        |                                        |  |  |                                  |                                  |                                  |
|  |                                            |                                            |                                            |  |  |                                        |                                        |                                        |  |  |                                  |                                  |                                  |
|  |                                            | Rory McLeod                                |                                            |  |  |                                        |                                        |                                        |  |  |                                  |                                  |                                  |
|  |                                            |                                            |                                            |  |  |                                        |                                        |                                        |  |  |                                  |                                  |                                  |
|  |                                            |                                            |                                            |  |  |                                        |                                        |                                        |  |  |                                  |                                  |                                  |
|  |                                            | Michael Judge                              |                                            |  |  |                                        |                                        |                                        |  |  |                                  |                                  |                                  |
|  |                                            |                                            |                                            |  |  |                                        |                                        |                                        |  |  |                                  |                                  |                                  |
|  |                                            |                                            |                                            |  |  |                                        |                                        |                                        |  |  |                                  |                                  |                                  |
|  |                                            |                                            |                                            |  |  |                                        |                                        |                                        |  |  |                                  |                                  |                                  |
|  |                                            |                                            |                                            |  |  |                                        |                                        |                                        |  |  |                                  |                                  |                                  |
|  |                                            | Stephen Hendry                             |                                            |  |  |                                        |                                        |                                        |  |  |                                  |                                  |                                  |
|  |                                            |                                            |                                            |  |  |                                        |                                        |                                        |  |  |                                  |                                  |                                  |
|  |                                            |                                            |                                            |  |  |                                        |                                        |                                        |  |  |                                  |                                  |                                  |

## Finale
| Finale au meilleur des 7 manches Arbitre :   |                          |
|                                              | - ( - )                  |
|                                              | Centuries Meilleur break |
| ? remporte le Masters d'Irlande seniors 2022 |                          |